# Bryan Hoeing
Bryan Hoeing (Batesville, Indiana, 19 de octubre de 1996) es un jugador profesional estadounidense de béisbol que se desempeña en la posición de lanzador en Miami Marlins, equipo de las Grandes Ligas de Béisbol (MLB).

## Carrera
Fue seleccionado en la séptima ronda en el Draft de la MLB de 2019. En 2022 hizo su debut profesional con el equipo Miami Marlins, donde lleva jugando tres temporadas.